# Drávapiski
Drávapiski es un pueblo ubicado en el distrito de Siklós, en el condado de Baranya, Hungría.

## Superficie
Posee una superficie de 4,910 kilómetros cuadrados.

## Demografía
Hasta 2019 la población era de 57 habitantes, con una densidad de población de 11,61 habitantes por kilómetro cuadrado.